# روبي لين
روبي لين (بالإنجليزية: Ruby Lin Xinru )‏ (و. 1976  م) هي مغنية، وممثلة تلفزيونية، وممثلة أفلام تايوانية، ولدت في تايبيه.

## التعليم
تعلمت في أكاديمية نيويورك للأفلام.

## جوائز
حصلت على جوائز منها:
- مكائد جميلة.

## وصلات خارجية
- روبي لين على موقع IMDb (الإنجليزية)
- روبي لين على موقع ألو سيني (الفرنسية)
- روبي لين على موقع ميوزك برينز (الإنجليزية)
- روبي لين على موقع تيرنر كلاسيك موفيز (الإنجليزية)
- روبي لين على موقع أول موفي (الإنجليزية)
- روبي لين على موقع قاعدة بيانات الفيلم (الإنجليزية)
- روبي لين على موقع كينوبويسك (الروسية)